# Great Rissington
Great Rissington – wieś i civil parish w Anglii, w Gloucestershire, w dystrykcie Cotswold. W 2011 civil parish liczyła 367 mieszkańców. Great Rissington jest wspomniana w Domesday Book (1086) jako Risedune.